# Llista d'alcaldes de Solsona
Llista d'alcaldes de Solsona des de 1815 fins a l'actualitat:
- Antoni Martí Bonany (1815 - 1816)
- Antoni Balius Ceriola (1817 - 1818)
- Domènec Girabancas Colillas (1819 - 9.3.1820)
- Ramon Solè Oliva (18.4.1820 - 6.9.1820)
- Joan Vicens Bardia (1821 - ?)
- Ramon Jolonch Grahells (? - 12.7.1822)
- Domènec Girabanca Colillas (12.7.1822 - ?)
- Carles Morató (24.11.1822 - ?)
- Josep Jou (20.3.1823 - ?)
- Ramon Jolonch Grahells (10.5.1823 - 19.7.1823)
- Antoni Cantons Castellnou (19.7.1823 - 22.9.1824)
- Ramon Jalmar Pallerès (22.9.1824 - 28.2.1825)
- Joan Serra Casas (28.2.1825 - 17.2.1826)
- Antoni Cantons Castellnou (17.2.1826 - ?)
- Ramon Jolonch Grahells (21.9.1826 - 12.1.1827)
- Ignasi Solè Santmartí (12.1.1827 - 13.11.1827)
- Josep Santamaria (13.11.1827-15-11 - 1827)
- Ramon Jalmar Pallerès (15.11.1827 - 12.2.1828)
- Francesc Perera Gallar (12.2.1828 - 14.5.1828)
- Antoni Pardo Varela (14.5.1828 - 31.12.1831)
- Manuel De Albornoz (2.9.1833 - 9.9.1835)
- Antoni M.Montañà (13.1.1836 - ?)
- Leopoldo Jordana (19.12.1837 - ?)
- Pau Valls Deu (15.1.1838 - ?)
- Marc Codoñet Muxí (24.10.1840 - 1.1.1842?)
- Josep Sarri Gatuellas (1.1.1842 - 1.1.1843)
- Joan Llohis Llovet (1.1.1843 - 31.3.1844)
- Josep Sarri Gatuellas (31.3.1844 - 1.1.1846)
- Antoni Martins Vilàs (1.1.184 - 4.1.1848)
- Ramon Codoñet (4.1.1848 - ?)
- Josep Sarri Gatuellas (3.1.1849 - 1.1.1850)
- Ramon Codoñet (1.1.1850 - 1.5.1852)
- Jaume Riu Ribera (23.12.1853 - ?)
- Antoni Martins Vilàs (? - 1.1.1854?)
- Marià Muixì Grandes (1.1.1854 - 1.1.1855)
- Esteve Plana Figueres (1.1.1855 - 12.3.1857)
- Antoni Martins Vilàs (12.3.1857 - 29.6.1857)
- Tomàs Vicens Ribera (29.6.1857 - 1.1.1859)
- Esteve Plana Figuerers (1.1.1859 - 1.1.1861)
- Pere Fabra Coma (1.1.1861 - 1.1.1863)
- Marià Muxí Grandes (1.1.1863 - 1.1.1865)
- Francesc Guitart Calla (1.1.1865 - 11.10.1868)
- Marià Muxí Grandes (11.10.1868 - 1.1.1869)
- Pere Fabra Coma (1.1.1869 - 1.2.1872)
- Salvador Font Joval (1.2.1872 - 10.5.1872)
- Josep Pla Figueras (6.1.1873 - ?.?.1875?
- Francesc Guitart Calla (27.10.1875 - 9.11.1875)
- Domènec Llohis Planes (1.1.1876 - 1.3.1877)
- Joan Corominas Montañà (1.3.1877 - 25.4.1878)
- Francesc Bartrina Arisó (25.4.1878 - 1.7.1879)
- Pau Ferrer Ribera (1.7.1879 - 1.7.1883)
- Ramon Bonany Riu (1.7.1883 - 21.6.1896), mort el 21 de juny de 1896, a l'edat de 73 anys, essent alcalde.
- Josep Pensí Capdevila (21.6.1896 - 1.7.1897)
- Josep Morist Llort (1.7.1897 - 23.4.1899)
- Joan Ros Sanmiquel (3.7.1899 - 26.6.1901)
- Blai Augé Pujol (27.6.1901)
- Josep Pensí Capdevila (27.6.1901 - 8.8.1901)
- Ramon Torrents Cabanas (8.8.1901 - 1.1.1902)
- Blai Agué Pujol (1.1.1902 - 25.9.1902)
- Ramon Torrents Cabanas (12.1.1903 - 1.1.1904)
- Joan Viladrich Bajona (1.1.1904 - 21.8.1905)
- Pau Pujol Però (21.8.1905 - 1.7.1909)
- Estanislau Ramonet Montaner (1.7.1909 - 22.11.1909)
- Marcel·lí Ramonet Gatuellas (22.11.1909 - 5.7.1913)
- Ramon Boix Vicens (19.7.1913 - 1.1.1916)
- Josep Moles Milà (1.1.1916 - 9.6.1920)
- Pau Grifell Bosch (4.7.1920 - 1.4.1922)
- Josep Llobet Parcerisa (1.4.1922 - 2.10.1923)
- Francesc Augé Reig (2.10.1923 - 26.1.1924)
- Pere Mosella Isanta (26.1.1924 - 24.3.1924)
- Estanislau Ramonet Montaner (24.3.1924 - 26.6.1926)
- Josep Maria Muxí Navau (4.7.1926 - 26.2.1930)
- Estanislau Ramonet Montaner (26.2.1930 - 19.3.1930)
- Josep Viladrich Viladomat (19.3.1930 - 5.2.1931)
- Francesc Feu Villaró (5.2.1932 - 15.4.1931)
- Tomàs Boix Soler (15.4.1931 - 16.4.1931)
- Ramon Ciuró Oliver (16.4.1931 - 1.2.1934)
- Josep Serra Forn (1.2.1934 - ?.5.1936)
- Lluís Sorribes Pallarès (15.6.1936 - 4.4.1938)
- Francesc Viadiu Vendrell (? - 24.1.1939)
- Josep Serra Forn (24.1.1939 - 27.1.1939)
- Jaume Pujol Ribera (27.1.1939 - 17.10.1939)
- Josep Serra Forn (17.10.1939 - 26.4.1941)
- Ramon Rovira Pujol (26.4.1941 - 4.3.1944)
- Agustí Soler Xarpell (8.3.1944 - ?)
- Josep Serra Forn (25.10.1944 - 27.10.1944)
- Josep Riart Algué (25.11.1944 - 29.8.1945)
- Pere Mosella Isanta (29.8.1945 - 30.6.1949)
- Miquel Maria Flores Flaquer (30.6.1949 - 23.7.1949)
- Josep Serra Forn (23.7.1949 - 13.2.1969)
- Jaume Serra Jounou (13.2.1969 - 16.4.1979)
- Ramon Llumà Guitart (23.5.1979 - 14.6.2003)
- Jordi Riart Vendrell (14.6.2003 - 16.6.2007)
- Xavier Jounou Bajo (16.6.2007 - 13.1.2010)
- Martí Abella i Pere (13.10.2010 - 23.10.2010), alcalde accidental[2]
- David Rodríguez i González (23.1.2010 - 18.9.21)[3]
- Judit Gisbert i Ester (18.9.21 - actualitat)[3]